# Primera División 1981 (Chili)
In 1981 werd het 49ste seizoen gespeeld van de Primera División, de hoogste voetbalklasse van Chili. Colo-Colo werd kampioen. 

## Eindstand
| Plaats | Club                   | Wed. | W  | G  | V  | Saldo | Ptn. |
| ------ | ---------------------- | ---- | -- | -- | -- | ----- | ---- |
| 1      | Colo-Colo +2           | 30   | 19 | 8  | 3  | 63:22 | 48   |
| 2      | Cobreloa               | 30   | 20 | 7  | 4  | 53:21 | 47   |
| 3      | Universidad de Chile   | 30   | 16 | 8  | 6  | 50:34 | 40   |
| 4      | Unión Española +1      | 30   | 12 | 10 | 8  | 44:32 | 35   |
| 5      | Naval                  | 30   | 11 | 11 | 8  | 46:34 | 33   |
| 6      | Magallanes             | 30   | 12 | 8  | 10 | 45:39 | 32   |
| 7      | Audax Italiano +1      | 30   | 10 | 10 | 10 | 42:40 | 31   |
| 8      | Universidad Católica   | 30   | 11 | 8  | 11 | 41:33 | 30   |
| 9      | Deportes La Serena (P) | 30   | 10 | 9  | 11 | 40:49 | 29   |
| 10     | O'Higgins              | 30   | 9  | 9  | 12 | 40:44 | 27   |
| 11     | Palestino              | 30   | 7  | 12 | 11 | 32:36 | 26   |
| 12     | Deportes Iquique       | 30   | 9  | 8  | 13 | 43:53 | 26   |
| 13     | San Luis (P)           | 30   | 8  | 9  | 13 | 38:50 | 25   |
| 14     | Deportes Concepción    | 30   | 7  | 10 | 13 | 33:46 | 24   |
| 15     | Everton +1             | 30   | 5  | 12 | 13 | 36:60 | 23   |
| 16     | Ñublense (P)           | 30   | 2  | 6  | 22 | 17:70 | 10   |

|     | Kampioen                                                              |
|     | Gekwalificeerd voor Pre-Libertadores                                  |
|     | Degradatie-eindronde                                                  |
|     | Degradatie                                                            |
| (P) | Promovendus                                                           |
| +2  | Twee bonuspunten voor het winnen van de Copa Chile                    |
| +1  | Eén bonuspunt voor het bereiken van de halve finale van de Copa Chile |

### Pre-Libertadores
| Plaats | Club                 | Wed. | W | G | V | Saldo | Ptn. |
| ------ | -------------------- | ---- | - | - | - | ----- | ---- |
| 1      | Cobreloa             | 3    | 2 | 1 | 0 | 7:5   | 5    |
| 2      | Universidad de Chile | 3    | 2 | 0 | 1 | 4:3   | 4    |
| 3      | Naval                | 3    | 1 | 0 | 2 | 2:3   | 2    |
| 4      | Unión Española       | 3    | 0 | 1 | 2 | 4:6   | 1    |

|  | Gekwalificeerd Copa Libertadores 1982 |

### Degradatie-eindronde
| Plaats | Club                 | Wed. | W | G | V | Saldo | Ptn. |
| ------ | -------------------- | ---- | - | - | - | ----- | ---- |
| 1      | Palestino            | 3    | 2 | 1 | 0 | 4:3   | 5    |
| 2      | Deportes Iquique     | 3    | 1 | 2 | 0 | 7:6   | 4    |
| 3      | Deportes Antofagasta | 3    | 0 | 2 | 1 | 4:5   | 2    |
| 4      | Coquimbo Unido       | 3    | 0 | 1 | 2 | 4:6   | 1    |

|  | Volgend jaar in Primera División |
|  | Volgend jaar in Segunda División |